# بنفشه هاوایی
 بنفشه هاوایی(نام علمی: Viola lanaiensis) نام یک گونه از سرده بنفشه است.